# Antonio Barać
Antonio Barać (Livno, 19 gennaio 1997) è un ex ciclista su strada croato.

## Piazzamenti

### Competizioni mondiali
- Campionati del mondo

Richmond 2015 - Cronometro Junior: 40º
Richmond 2015 - In linea Junior: 108º
Yorkshire 2019 - In linea Elite: ritirato

### Competizioni europee
- Campionati europei

Plumelec 2016 - Cronometro Under-23: non partito
Plumelec 2016 - In linea Under-23: 118º
Herning 2017 - Cronometro Under-23: 43º
Herning 2017 - In linea Under-23: 89º
Brno 2018 - Cronometro Under-23: 32º
Zlín 2018 - In linea Under-23: ritirato
Alkmaar 2019 - In linea Under-23: ritirato
- Giochi europei

Minsk 2019 - In linea: 100º
Minsk 2019 - Cronometro: 26º